# Mesoiulus stammeri
Mesoiulus stammeri är en mångfotingart som beskrevs av Jean-Paul Mauriès. Mesoiulus stammeri ingår i släktet Mesoiulus och familjen kejsardubbelfotingar. Inga underarter finns listade i Catalogue of Life.